# Hermod
Hermod (en vieux norrois : Hermóðr ou Hærmóðr) est une divinité de la mythologie nordique.
Sa nature divine ou héroïque est incertaine. Il s'apparente à un dieu dans l'Edda en Prose de Snorri Sturluson, rédigée au XIIIe siècle à partir de sources plus anciennes, où il est désigné comme fils d'Odin et frère de Baldr, et détient le rôle de messager. Il est mentionné à la suite du mythe du meurtre de Baldr, lorsqu'il se porte volontaire pour voyager jusqu'au monde des morts, Helheim, afin de négocier la libération de son frère avec la gardienne appelée Hel. D'autres textes mythologiques mentionnent Hermód de manière bien plus brève où il s'apparente plutôt à un héros ou roi légendaire ; le poème scaldique Hákonarmál et le poème eddique Hyndluljóð  composés respectivement aux Xe et XIe siècles. Le poème épique anglo-saxon du VIIe siècle Beowulf mentionne un roi danois Hēremōd qui pourrait lui être apparenté.
Il est probable que le dieu Hermod décrit par Snorri Sturluson ait évolué à partir d'un héros légendaire comme ceux que l'on trouve mentionnés dans les sources antérieures, mais ce sujet demeure débattu chez les spécialistes.

## Étymologie
Son nom est issu du vieux norrois Hermóðr / Hærmóðr et du vieux haut allemand Herimot / Harimot, basé sur hari « armée » et mot « esprit, âme, courage »).
L'anthroponyme Hermod se rencontre également dans la toponymie normande sous la forme du nom de lieu Hermeville (Seine-Maritime, pays de Caux, Hermodi villa fin XIIe siècle), c'est-à-dire le « domaine rural de Hermod », peut-être dans Hermanville (même région, Hermodivilla avant 1115) et dans les toponymes anglais Harmondsworth (Middlesex, Hermodesworthe fin XIe siècle) et Harmston (Lincolnshire, Hermodestuna fin XIe siècle).

## Mentions dans les textes mythologiques

### Poésie scaldique
Le poème scaldique Hákonarmál fut composé au Xe siècle en l'honneur du roi norvégien défunt Hakon le bon, et raconte son entrée dans le Valhöll où il est accueilli en ami par les dieux (bien qu'il fût un roi chrétien). À la strophe 14 du poème, le dieu Odin désigne Hermod et Bragi pour accueillir le roi, toutefois rien n'indique dans ce poème que ces personnages sont des dieux. Ils pourraient correspondre à des guerriers défunts. En effet, si Bragi est le nom du dieu de la poésie dans les textes mythologiques tardifs, il est probablement une divinisation du fameux scalde du IXe siècle Bragi Boddason. Le Bragi du poème désigne alors vraisemblablement le scalde, et Hermod est sans doute également un héros défunt, qui sera divinisé tardivement à son tour.

### Edda poétique
Dans l'Edda poétique, Hermod est mentionné qu'une seule fois, et brièvement, à la strophe 2 du poème Hyndluljóð, daté du début du XIe siècle. Dans ce poème il s'agit d'un héros du cycle épique de l'Edda, au même titre que Sigmundr (héros du cycle de Sigurdr).
| 2. Bidium Heriafaudur i hugum sitia; hann gelldr ok gefr gull verdungu; gaf hann Hermodi hialm ok bryniu, enn Sigmundi suerd at þiggia. | 2. Prions Herjafödr De garder bonne humeur ; C'est lui qui concède et donne L'or aux guerriers ; Il donna à Hermod Heaume et broigne, Et à Sigmundr Une épée en cadeau,. |  |

Dans Beowulf, Hermód et Sigmund sont également mentionnés ensemble.

### Edda de Snorri

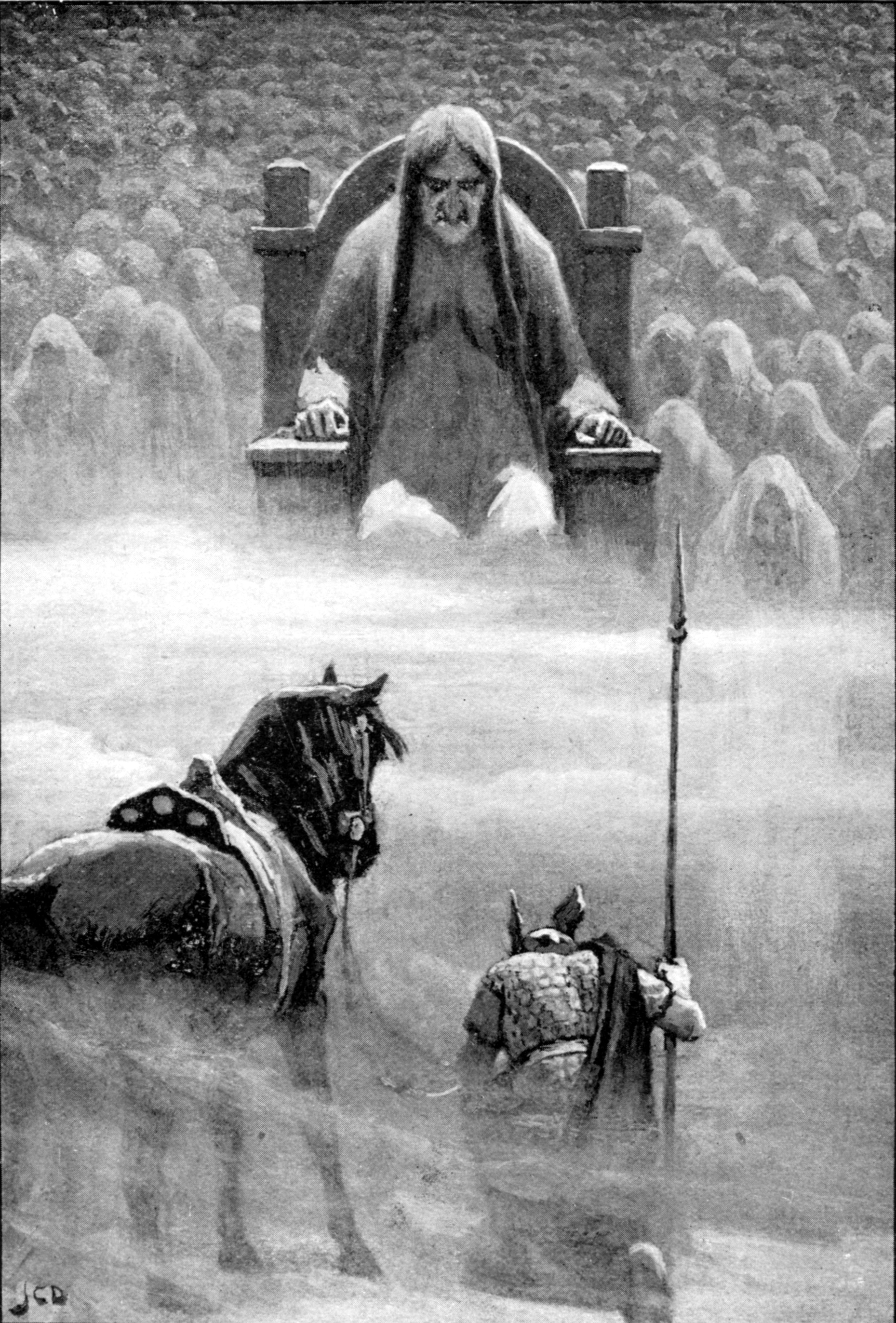
Hermod face à Hel (1909), de John Charles Dollman.

Au chapitre 49 du Gylfaginning, le dieu Baldr est tué à cause d'une ruse du dieu malin Loki. La déesse Frigg, mère de Baldr, offre sa faveur à celui qui voudra chevaucher au monde des morts Hel pour négocier la libération de Baldr avec la déesse gardienne des morts, également appelée Hel. « Hermod le hardi, le fils d'Odin », se porte alors volontaire et on lui donne le cheval d'Odin Sleipnir pour l'expédition.
Hermod chevauche neuf nuits dans l'obscurité totale avant d'arriver au pont doré Gjallarbrú qui traverse le fleuve Gjöll. Une jeune fille appelée Modgud garde le pont et remarque que Hermod n'a pas le teint d'un mort. Ce dernier explique qu'il est venu chercher Baldr à Hel. Modgud répond qu'elle a vu Baldr franchir le pont et lui indique le chemin vers Hel. Alors Hermod arrive aux grilles de Hel et fait sauter son cheval au-dessus. Il atteint ensuite la halle, où il trouve son frère Baldr siégeant sur un trône. Après une nuit passée, il demande à la déesse Hel de libérer Baldr, ce qu'elle accepte à la seule condition que toutes choses, vivantes et mortes, le pleurent. Avant que Hermod reparte, Baldr lui remet l'anneau Draupnir à rendre à Odin (qui l'avait déposé sur son bûcher funéraire), et l'épouse de Baldr, Nanna, remet au messager une étoffe de lin et autres cadeaux pour Frigg, et un anneau d'or pour Fulla, la servante de Frigg. Retourné chez les dieux, Hermod leur raconte son expédition et ils envoient donc des messagers parcourir le monde prier à chacun de pleurer Baldr. Mais une géante appelée Thokk refuse de le pleurer ; il s'agit en fait du dieu malin Loki déguisé. Baldr est alors condamné à rester à Hel.

## Théories

### Origines du mythe de Snorri
Puisque le mythe de l'expédition de Hermod à Hel est raconté avec une précision remarquable dans l'Edda de Snorri, des spécialistes considèrent que l'auteur s'est probablement servi d'un chant mythologique perdu qui racontait cet épisode, et peut-être également celui de la mort de Baldr.
Les mythes d'expéditions vers l'Au-delà ne sont pas rares dans la mythologie nordique. On en retrouve notamment dans les poèmes eddiques Baldrs draumar et Helreið Brynhildar, et fréquemment chez Saxo Grammaticus et dans les sagas légendaires. Toutefois, le dieu Hermod est probablement inspiré d'un personnage héroïque, ainsi sa qualité de divinité suggérée par Snorri devrait être considérée avec prudence. De plus, Snorri ne liste pas Hermod dans les Thulur des dieux Ases.

### Mythologie comparée
Hermod peut être vu comme le pendant dans la mythologie nordique d'Hermès dans la mythologie grecque, ou de Mercure dans la mythologie romaine[réf. nécessaire].

## Dans la culture moderne
Le dieu Hermod a inspiré le personnage Marvel Comics du même nom (première apparition en 1978 dans Thor, no 274).
Le groupe de death metal mélodique suédois Amon Amarth raconte le mythe de Hermod dans leur chanson Hermod's ride to Hel (Lokes Treachery part 1) de l'album With Oden on Our Side (2006).
Dans la série de bande dessinées en deux tomes Walkyrie, de Sylvain Cordurié et Drazen Kovacevic dans la collection Soleil Celtic, Hermod est l'un des personnages principaux et le dernier des Ases.